# Ruinas
Ruinas är en ort och kommun i provinsen Oristano i regionen Sardinien i Italien. Kommunen hade 674 invånare (2017).